# Louis Tolozan de Montfort
Louis Tolozan de Montfort, né à Lyon le 29 juin 1726, mort à Lyon le 1er décembre 1811, il est le dernier prévôt des marchands de Lyon, en France.

## Biographie
Issu d'une famille du Dauphiné, son père Antoine Tolozan (1687 - 1754) est négociant en soieries et banquier. Sa fortune est constituée en deux générations. Il a acquis la seigneurie de Montfort à Lissieu, ainsi que la charge de secrétaire du roi en la chancellerie de la Cour des Monnaies.

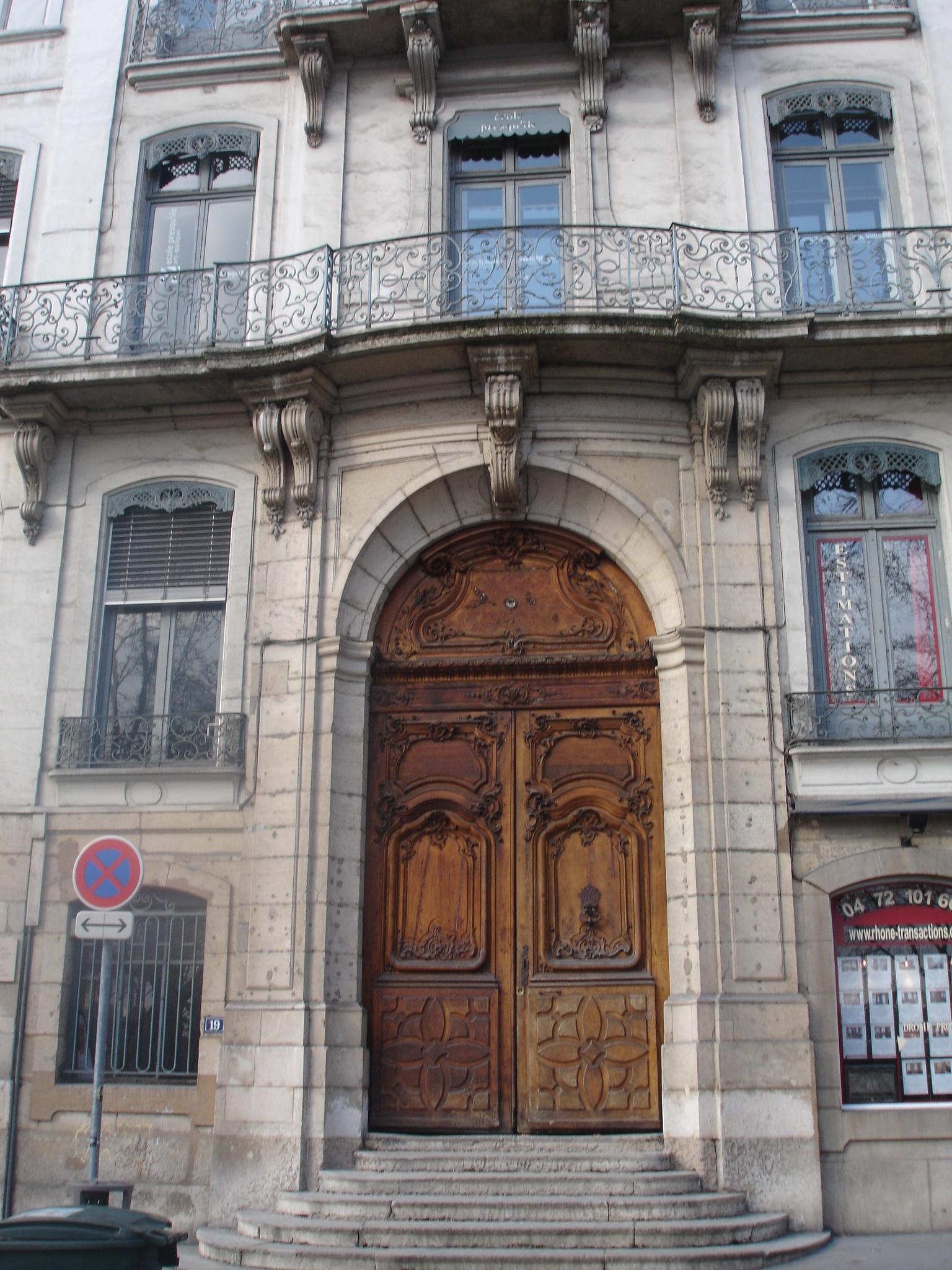
Entrée de l'hôtel particulier au n°19 place Tolozan à Lyon.

Son hôtel particulier qu'il fait construire sur le quai du Rhône témoigne de sa richesse. La maison Tolozan est construite en 1740 par l'architecte Ferdinand Delamonce, l'immeuble comprend des habitations, bureaux et entrepôt. La façade avec ses quatre-vingts fenêtres est somptueuse. Cet immeuble, au numéro 19, a donné son nom à l'actuelle place Tolozan.
Louis naît le 29 juin 1726, place Saint-Pierre, il est le quatrième fils d'Antoine Tolozan. Il lui succède dans le commerce des soies. Il épouse Marie-Anne Audras en 1757.
En 1763 il est recteur de l'hôpital de la Charité, puis trésorier et receveur des deniers communs, dons et octrois de la ville de Lyon en 1776 et 1784, il n'exerce alors plus le négoce des soies.
En 1785, il est nommé par le roi comme prévôt des marchands de Lyon, c'est-à-dire premier magistrat de la ville, et à ce titre il dirige l'administration municipale. En août 1786, lors de « la révolte des deux sous » les marchands se confrontent aux grèves des ouvriers de la soie et Montfort est critiqué. Ce premier prévôt des marchands occupe cette fonction jusqu'à la Révolution à laquelle il saura échapper. Il se réfugie à Versailles le 2 avril 1789. Il donne sa démission, il est remplacé par son premier échevin, Jacques Imbert-Colomès.
Il rentre à Lyon après la Terreur et se retire dans son château d'Oullins.
Il meurt à Lyon, le 1er décembre 1811, dans son appartement du 9 Port Saint-clair.

## Archives
Les Archives du Rhône conservent les archives privées de Louis Tolozan de Montfort sous la cote 275J.

Archives de Lyon, état civil. Baptême : 29/06/1726 à Saint-Pierre Saint-Saturnin, cote 1GG611. Décès : 1/12/1811 registre Lyon Mairie unique, cote 2E144, acte n°3281.